# Pierre Andersson (friidrottare)
Pierre Andersson, född 4 januari 1967, är en svensk före detta friidrottare (tresteg). Personbästa, tresteg 16,64 m. Han tävlade för Granbergsdals IF, Karlskoga Friidrott, IF Göta, Ullevi FK, IFK Göteborg, IF Kville samt Gefle IF.